# Флориан Майер
Флориан Майер (на немски: Florian Mayer) е германски тенисист. 

## Биография
Флориан Майер е роден на 5 октомври 1983 в Байройт, Бавария, Германия. Флориан е по-големия от двамата синове на Бернд и Сабине Майер, брат му се казва Михаел. Започва да играе тенис от петгодишна възраст. Любимата му настилка е клей. Извън турнирите Майер тренира в тенис клуба в Оберхахинг.

## Кариера
Флориан Майер достига най-високото си място в ранглистата на сингъл в света до номер 18, през юни 2011 г. През 2011 г. печели първата си титла от ATP след четири предишни поражения на финали. Състезава се на летните олимпийски игри през 2004 г.На Уимбълдън през 2004 г. достига четвъртфиналите, което е най-добрия му резултат от Големия шлем. Той получаяа наградата за новодошъл на годината на ATP през 2004 г. Осем години по-късно достига втория си четвъртфинал на Големия шлем, отново на Уимбълдън.
Най-голямата победа в кариерата му е на Шанхай мастърс през 2011 г., когато побеждава Рафаел Надал на осминафиналите.
Майер се оттегля от професионалния тенис след Откритото първенство на САЩ през 2018.

## Кариерна статистика

### ATP финали (2 титли; 7 финала)
|        | П–З | Година | Турнир               | Клас         | Настилка   | Опонент           | Резултат           |
| ------ | --- | ------ | -------------------- | ------------ | ---------- | ----------------- | ------------------ |
| Загуба | 0–1 | 2005   | Ориндж Варшава Оупън | Международни | Клей       | Гаел Монфис       | 6–7(6–8), 6–4, 5–7 |
| Загуба | 0–2 | 2006   | Ориндж Варшава Оупън | Международни | Клей       | Николай Давиденко | 6–7(6–8), 7–5, 4–6 |
| Загуба | 0–3 | 2010   | Стокхолм Оупън       | 250 серии    | Твърда (з) | Роджър Федерер    | 4–6, 3–6           |
| Загуба | 0–4 | 2011   | Баварски шампионат   | 250 серии    | Клей       | Николай Давиденко | 3–6, 6–3, 1–6      |
| Победа | 1–4 | 2011   | Румъния Оупън        | 250 серии    | Клей       | Пабло Андухар     | 6–3, 6–1           |
| Победа | 2–4 | 2016   | Хале Оупън           | 500 серии    | Трева      | Александър Зверев | 6–2, 5–7, 6–3      |
| Загуба | 2–5 | 2017   | Германия Оупън       | 500 серии    | Клей       | Леонардо Майер    | 4–6, 6–4, 3–6      |